# Ophiocreas
Genre
Ophiocreas est un genre d'ophiures (échinodermes) abyssales de la famille des Euryalidae.

## Description et caractéristiques

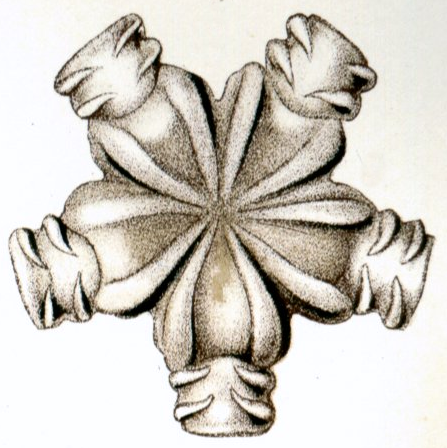
Disque central d'une Ophiocreas oedipus (par Ernst Haeckel, 1904).

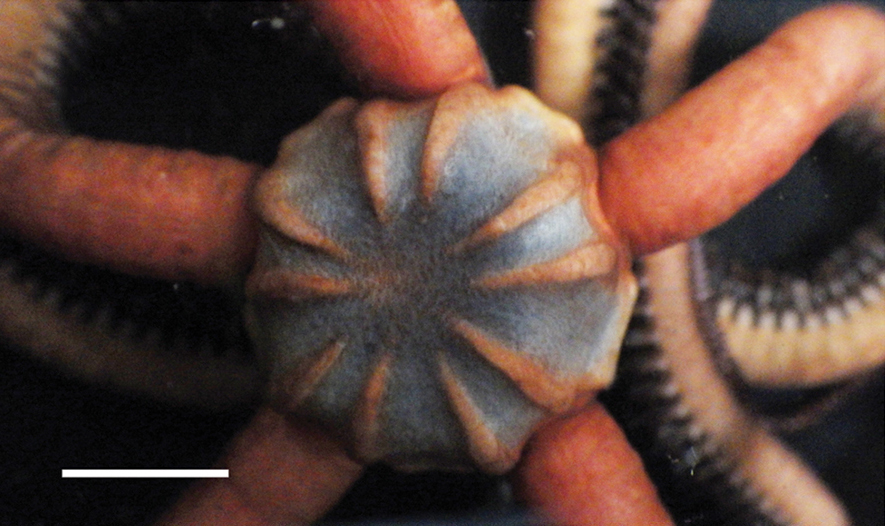
Disque central d'une Ophiocreas carnosus.

Ce sont des ophiures euryalides « simples », pourvues de cinq bras très longs mais non ramifiés. 
Ce genre se distingue de sa famille (et notamment du genre très proche Astrodia) par la présence d'épines en forme de crochets sur les bras (sauf O. abyssicola et O. carnosus). 

## Liste des espèces

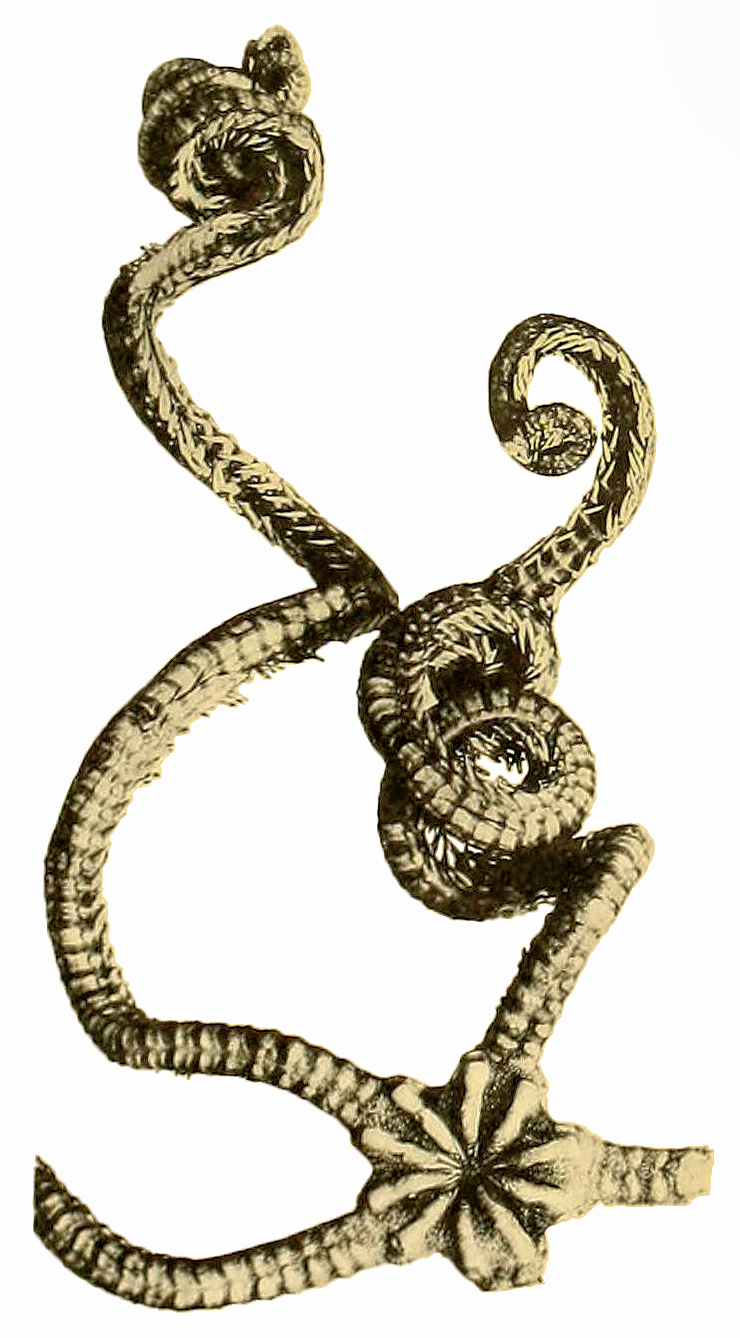
Ophiocreas japonicus.

Selon World Register of Marine Species (11 janvier 2016) :
- Ophiocreas ambonesicum Döderlein, 1927
- Ophiocreas carnosus Lyman, 1879
- Ophiocreas caudatus Lyman, 1879
- Ophiocreas gilolense Döderlein, 1927
- Ophiocreas glutinosum Döderlein, 1911
- Ophiocreas japonicus Koehler, 1907
- Ophiocreas lumbricus Lyman, 1869
- Ophiocreas mindorense Döderlein, 1927
- Ophiocreas mortenseni Koehler, 1930
- Ophiocreas oedipus Lyman, 1879
- Ophiocreas sibogae Koehler, 1904
- Ophiocreas spinulosus Lyman, 1883
- Ophiocreas willsi McKnight, 2000

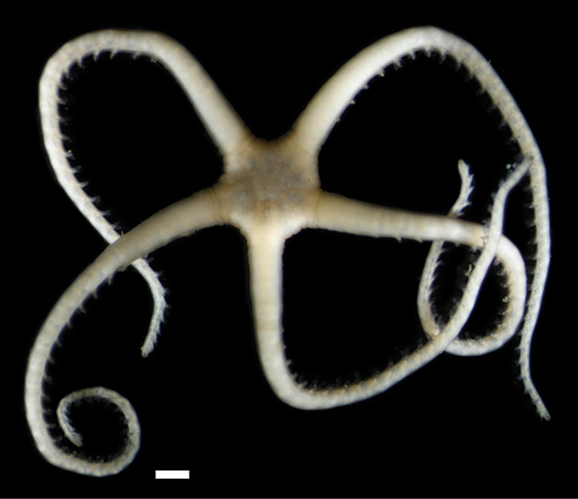
Ophiocreas carnosus
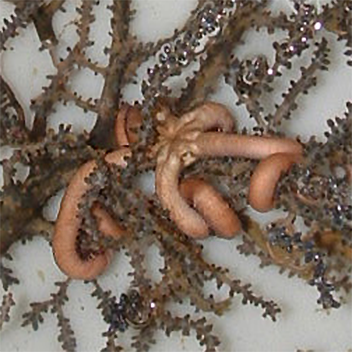
Ophiocreas oedipus